# Johannes Hiltebrant
Johannes Hiltebrant (auch Hildebrand; * um 1480, vor 1482 in Schwetzingen; † zwischen 1513 und 1515 wahrscheinlich in Tübingen) war ein deutscher humanistischer Lehrer. Er gilt als einer der Wegbereiter des Südwestdeutschen Humanismus.

## Leben
Hiltebrants Geburt kann aufgrund seiner Immatrikulation am 7. März 1496 an der Universität Heidelberg zurückgerechnet werden. Zu diesem Zeitpunkt muss er mindestens vierzehn Jahre alt gewesen sein. Am 9. November 1497 schloss er das Studium als Bakkalaureat ab. Anschließend kam er an die zu der Zeit sehr angesehene Lateinschule Pforzheim. Dort lehrte er unter dem Rektor Georg Simler insbesondere Latein und Griechisch und kam in den Kreis um Johannes Reuchlin. Zu seinen bekanntesten Schülern, die später noch seinen Unterricht regelmäßig hervorhoben, gehörte Philipp Melanchthon. Nachdem sich Simler als wissenschaftlicher Korrektor aus der Druckerei von Thomas Anshelm zurückgezogen hatte, trat Hiltebrant an seine Stelle und arbeitete dort bis zu seinem Tod. Danach trat Melanchton als solcher in der Druckerei auf.
Hiltebrant siedelte 1511 mit der Druckerei nach Tübingen über, wo mittlerweile auch Simler an der Universität war. Am 11. Mai 1511 wurde er an der Artistenfakultät der Universität Tübingen immatrikuliert. Am 21. Juli 1512 erlangte er dort den Magistergrad und wandte sich dann Studien an der Juristischen Fakultät zu. Daneben war er weiter in der Druckerei tätig. Er soll dort auch eigene Schriften zum Druck gebracht haben. Auch in Tübingen wurde Melanchton wieder sein Schüler. Adalbert Horawitz berichtet, Hiltebrant hätte in Tübingen als Professor gelehrt, dies findet bei Dieter Mertens allerdings keine Bestätigung.